# 朝見行弘
朝見 行弘（あさみ ゆきひろ、1953年2月9日 - ）は、日本の法学者。専門は民法。弁護士。久留米大学法科大学院教授。弁護士法人日野法律事務所弁護士。愛知県出身。

## 来歴
名古屋大学教育学部附属高等学校を経て、1976年名古屋大学法学部法律学科卒業、1979年同大学院法学研究科博士前期課程修了、1980年ウィスコンシン大学法科大学院修士課程修了、1982年名古屋大学大学院法学研究科博士後期課程期間満了退学。
1982年名古屋大学法学部助手、1984年福岡大学法学部講師、1986年同助教授、1992年同教授、1992年-1993年ジョージ・ワシントン大学ナショナル・ロー・センター客員研究員、2004年福岡大学法科大学院教授を経て2008年から久留米大学法科大学院教授。2011年福岡県弁護士会弁護士登録、弁護士法人日野法律事務所勤務。
専攻は民法。特に製造物責任、製品安全、消費者保護、医療過誤などの分野を専門とする。

## 著書

### 編著
- 『業種別製造物責任ハンドブック』（中央経済社、1995年）

### 共著
- 『製造物責任－国際化する企業の課題〔第2版〕』安田総合研究所編（有斐閣、1991年）

## 論文
- 「製造物責任における証明問題－『欠陥』と『因果関係』の証明をめぐって」淡路剛久・伊藤高義・宇佐見大司編『不法行為法の現代的課題と展開』（森島昭夫教授還暦記念論文集）（日本評論社、1995年）
- 「製造者の責任と非製造者の責任」『新・現代損害賠償法講座3－製造物責任・専門家責任』133頁（日本評論社、1997年）
- 「製造物の範囲」『裁判実務体系30－製造物責任関係訴訟法』（青林書院、1999年）
- 「チーム医療」『新・裁判実務大系1－医療過誤訴訟法』127頁（青林書院、2000年）

などがある。